# Степчићи
Степчићи (итал. Stepcici) су насељено место у саставу општине Кршан у Истарској жупанији, Хрватска. До територијалне реорганизације у Хрватској налазили су се у саставу старе општине Лабин.

## Становништво
Према последњем попису становништва из 2011. године у насељу Степчићи живело је 40 становника.
| година пописа  | 1857 | 1869 | 1880 | 1890 | 1900 | 1910 | 1921 | 1931 | 1948 | 1953 | 1961 | 1971 | 1981 | 1991 | 2001 | 2011 |
| бр. становника | 0    | 0    | 100  | 88   | 89   | 89   | 0    | 0    | 0    | 66   | 56   | 57   | 57   | 44   | 42   | 40   |

Напомена:Исказује се као насеље од 1880. У 1857. 1869. и од 1921. до 1948. подаци су садржани у насељу Пломин.